# Ondřej Hejma
Ondřej Hejma (* 3. února 1951 Praha) je český rockový hudebník a skladatel, dlouholetý frontman skupiny Žlutý pes. Působí i jako rozhlasový a televizní moderátor, publicista a překladatel. Od roku 1987 byl dopisovatelem agentury Associated Press v Československu a později přispíval i do českých médií. Napsal čtyři knihy, je znám i z televizních soutěží jako Chcete být milionářem? nebo Česko hledá Superstar.

## Život
Po gymnáziu vystudoval filologii (angličtina a čínština) na Filozofické fakultě Univerzity Karlovy.
Po univerzitě krátce pracoval v reklamní agentuře a následně přešel do svobodného povolání jako tlumočník a překladatel. V roce 1987 se stal pražským zpravodajem agentury Associated Press. Pokrýval zejména klíčové chvíle sametové revoluce a základní období ekonomické transformace. Z agentury odešel v roce 2009 a nadále se věnuje hudbě i psaní. Je ženatý, jeho manželka Vladimíra Hejmová je lékařka. Mají dvě děti, staršího syna Jana a mladší dceru Terezu. Bydlí v Řevnicích u Prahy.

### Hudba
Po maturitě v 60. letech začal účinkovat ve folkbluesové formaci Ivana Hlase Žízeň. Roku 1975 spoluzakládal reggae kapelu Yo Yo Band. V roce 1978 vznikla skupina Žlutý pes, se kterou Hejma koncertuje dodnes. Za tu dobu nahrála kapela celkem 11 alb, obsahujících několik rozhlasových evergreenů (např. „Sametová“, „Modrá je dobrá“, „Náruživá“). V roce 1996 získala cenu Hudební akademie jako kapela roku. Souběžně se Žlutým psem účinkoval Hejma i v alternativním projektu L. L. Jetel s Radimem Hladíkem a Ernoušem Šedivým. Od roku 2016 hraje také v akustickém sdružení Marush.

### Tisk, televize, film a knihy
V sedmdesátých letech Hejma spolu se Štefanem Rybárem vydal cestopis Autostopem do Nepálu (edice Kamarád, 1978). V osmdesátých letech pracoval jako tlumočník, a pro Ústřední půjčovnu filmů opatřoval anglicky mluvené filmy českými titulky. Později se stal součástí samizdatové sítě filmových nadšenců, pro kterou ze zahraničí dovážené videokazety opatřoval amatérským rychlodabingem. Po revoluci byl činný jako moderátor televizních a rozhlasových politických debat v TV3 (politická debata Bez kravaty), v rádiu Frekvence 1 (pořad Press klub), v časopisu Reflex (rubrika Psí život). V TV Nova uváděl pořad Chcete být milionářem?, jako porotce účinkoval v první a třetí řadě soutěže Česko hledá Superstar. V roce 2009 byl porotcem v první sérii soutěže Česko Slovenská Superstar. Na internetové televizi Stream kombinoval hudbu a zprávy v pořadu Rap 'n' News. Politicky se profiluje jako zastánce pravice a příznivec ODS. V roce 2012 začal psát a postupně vydávat autobiografickou trilogii Fejsbuk, Americký blues a Srdce zlomený.

### Působení v XTV a na Xaver Live
Hejma byl pravidelným hostem pořadu Podtrženo, sečteno na internetové televizi XTV, kde glosoval aktuální události. Do března 2021 působil na youtubovém kanále Xaver Live, kde každé pondělí uváděl pořad Ondřej Hejma ŽIVĚ, v němž komentoval aktuální dění a odpovídal na dotazy diváků. Svůj odchod z kanálu Xaver Live odůvodnil tím, že se názorově neshodl s moderátorem Lubošem Xaverem Veselým, a proto se rozhodl založit si vlastní youtubový kanál.

### YouTube
Po svém odchodu z kanálu Xaver Live začal na svém youtubovém kanálu každé pondělí vysílat pořad Ondřej Hejma Show, který má velmi obdobný charakter pořadu Ondřej Hejma ŽIVĚ.

### Údajná spolupráce s StB
V komunistických archivech bezpečnostních složek byl od roku 1974 veden jako prověřovaná osoba (krycí jméno Student) a od roku 1987 jako agent (krycí jméno Rony); evidenční čísla: 44 693, 496 301 (viz Necenzurované noviny č. 04/2000 str. 40). Konkrétní svazek s patřičnými důkazy se ale nedochoval, protože jej StB zničila. Hejma tuto archivní evidenci považuje za dezinformaci, svou verzi popisuje v autobiografickém románu Fejsbuk.